# Трг независности (Подгорица)
Трг независности, некадашњи Трг Републике или Трг Ивана Милутиновића, је централни градски трг у Подгорици. Налази се у Новој Вароши, која је административно и друштвено-културно срце града. Трг се простире на површини од 5.000 квадратних метара. На тргу се налазе и градска библиотека Радосав Љумовић, као и државна галерија Арт.

## Историја
Трг Републике је до 2006. године био познат као Трг Ивана Милутиновића по познатом црногорском комунистичком политичару, генералу и народном хероју. Током 2006. године, током године раздвајања Србије и Црне Горе, урађена је масовна реконструкција трга. Проширена је, поплочана, направљена је велика централна фонтана и простор је претворен у зону без аутомобила. Трг је био украшен колонадама, палмама и воденим каналима. Цео пројекат коштао је око 2,5 милиона евра.

## Галерија
- Трг ноћу
- Фонтана
- Зграда библиотеке